# Liste der Stolpersteine in Datteln
In der Liste der Stolpersteine in Datteln werden die vorhandenen Gedenksteine aufgeführt, die im Rahmen des Projektes Stolpersteine des Künstlers Gunter Demnig in Datteln bisher verlegt worden sind.

## Verlegte Stolpersteine
| Adresse                        | Name                 | Inschrift | Verlegedatum | Bild | Anmerkung                                  |
| ------------------------------ | -------------------- | --- | ------------ | ---- | ------------------------------------------ |
| Carl-Gastreich-Straße 5 · () · | Else Meyer           | Hier wohnte Else Meyer geb. Goldberg Jg. 1878 Flucht 1939 Australien überlebt                                      | 6. Dez. 2012 |      |                                            |
| Carl-Gastreich-Straße 5 · () · | David Goldberg       | Hier wohnte David Goldberg Jg. 1882 Flucht 1940 USA überlebt                                                       | 6. Dez. 2012 |      |                                            |
| Carl-Gastreich-Straße 5 · () · | Hedwig Goldberg      | Hier wohnte Hedwig Goldberg geb. Ransenberg Jg. 1894 deportiert 1942 Riga ermordet 1944 Stutthof                   | 6. Dez. 2012 |      | geboren am 2. September 1894 in Eversberg  |
| Carl-Gastreich-Straße 5 · () · | Berta Goldberg       | Hier wohnte Berta Goldberg Jg. 1914 Flucht 1933 USA überlebt                                                       | 6. Dez. 2012 |      |                                            |
| Carl-Gastreich-Straße 5 · () · | Hans Goldberg        | Hier wohnte Hans Goldberg Jg. 1915 Flucht 1937 USA überlebt                                                        | 6. Dez. 2012 |      |                                            |
| Carl-Gastreich-Straße 5 · () · | Charlotte Goldberg   | Hier wohnte Charlotte Goldberg Jg. 1918 Flucht 1934 USA überlebt                                                   | 6. Dez. 2012 |      |                                            |
| Marktstraße 13 · ()            | Josefine Löwenberg   | Hier wohnte Josefine Löwenberg Jg. 1878 deportiert 1942 ermordet 1944 in Riga                                      | 6. Dez. 2012 |      | geboren 14. Juni 1878 in Datteln           |
| Marktstraße 5 · () ·           | Karl Löwenberg       | Hier wohnte Karl Löwenberg Jg. 1879 deportiert 1942 ermordet 1944 in Riga                                          | 6. Dez. 2011 |      | geboren am 11. Juni 1879 in Datteln        |
| Marktstraße 5 · () ·           | Jenny Löwenberg      | Hier wohnte Jenny Löwenberg geb. Eichenwald Jg. 1894 deportiert 1942 ermordet 1944 in Riga                         | 6. Dez. 2011 |      | geboren am 23. April 1894 in Horstmar      |
| Marktstraße 5 · () ·           | Ruth Löwenberg       | Hier wohnte Ruth Löwenberg Jg. 1922 deportiert 1942 ermordet 1944 in Riga                                          | 6. Dez. 2011 |      | geboren am 10. Dezember 1922 in Datteln    |
| Marktstraße 5 · () ·           | Hanna Ilse Löwenberg | Hier wohnte Hanna Ilse Löwenberg Jg. 1924 deportiert 1942 ermordet 1944 in Riga                                    | 6. Dez. 2011 |      | geboren am 31. Mai 1924 in Datteln         |
| Mittelstraße 18 · () ·         | Leopold Rosenbaum    | Hier wohnte Leopold Rosenbaum Jg. 1894 deportiert 1942 Riga ermordet                                               | 6. Dez. 2012 |      | geboren am 4. September 1894 in Groß Reken |
| Mittelstraße 18 · () ·         | Hanna Rosenbaum      | Hier wohnte Hanna Rosenbaum geb. Fuchs Jg. 1890 deportiert 1942 Riga ermordet                                      | 6. Dez. 2012 |      | geboren am 25. April 1890 in Rogowo        |
| Münsterstraße 13 · () ·        | Louis Löwenberg      | Hier wohnte Louis Löwenberg Jg. 1884 deportiert 1942 Riga ermordet                                                 | 6. Dez. 2012 |      | geboren am 1. Dezember 1884 in Datteln     |
| Münsterstraße 13 · () ·        | Rika Löwenberg       | Hier wohnte Rika Löwenberg geb. Mosbach Jg. 1896 deportiert 1942 Riga ermordet in Stutthof                         | 6. Dez. 2012 |      | geboren am 27. April 1896 in Iserlohn      |
| Münsterstraße 13 · () ·        | Walter Löwenberg     | Hier wohnte Walter Löwenberg Jg. 1923 Flucht 1935 USA überlebt                                                     | 6. Dez. 2012 |      |                                            |
| Münsterstraße 13 · () ·        | Heinz Löwenberg      | Hier wohnte Heinz Löwenberg Jg. 1925 Flucht 1936 USA überlebt                                                      | 6. Dez. 2012 |      |                                            |
| Tigg 9 · () ·                  | Salomon Hecht        | Hier wohnte Salomon Hecht Jg. 1862 deportiert 1942 ermordet 1944 in Riga                                           | 6. Dez. 2011 |      | geboren am 17. November 1862 in Datteln    |
| Tigg 9 · () ·                  | Henriette Hecht      | Hier wohnte Henriette Hecht Jg. 1895 deportiert 1942 Stutthof ermordet 17.1.1945                                   | 6. Dez. 2011 |      | geboren am 24. Mai 1895 in Datteln         |
| Tigg 9 · () ·                  | Adele Hecht          | Hier wohnte Adele Hecht Jg. 1897 Flucht 1939 Holland interniert Westerbork deportiert Auschwitz ermordet 11.6.1943 | 6. Dez. 2011 |      | geboren am 18. Mai 1897 in Datteln         |